# کاربات سنگی خوشاب
کاربات سنگی خوشاب، بنایی تاریخی مربوط به دوره صفوی است که در بخش مرکزی شهرستان فردوس و کیلومتر ۵۵ جاده فردوس - بشرویه، نرسیده به پاسگاه دو راهی دیهوک واقع شده‌است. این اثر در تاریخ ۱۲ دی ۱۳۸۶ با شمارهٔ ثبت ۲۰۴۸۶ به‌عنوان یکی از آثار ملی ایران به ثبت رسیده است.
کاربات سنگی خوشاب، در نزدیکی کاروانسرای خوشاب قرار گرفته است.